# Croada d'Esmirna
Les croades d'Esmirna (1343-1351) van ser dues Croades enviades pel Papa Climent VI contra l'Emirat d'Aydin sota Umur Beg que tenien com a principal objectiu la ciutat costanera d'Esmirna a l'Àsia Menor.
La primera croada d'Esmirna va ser idea de Climent VI. L'amenaça de la pirateria turca en el Mar Egeu havia induït als predecessors de Climent, Joan XXII i Benet XII, per mantenir una flota de quatre galeres per defensar els vaixells cristians, però a partir de la dècada de 1340 Clement va tractar amb l'ajuda de Venècia d'expandir aquest esforç en una completa expedició militar.
Clement va comissionar a Enric d'Asti, el patriarca catòlic de Constantinoble, per organitzar una lliga contra els turcs, que havien incrementat la seva pirateria en el mar Egeu en els últims anys. Hug IV de Xipre i l'Orde de l'Hospital se li van unir i, el 2 de novembre de 1342, el Papa va enviar cartes perquè participessin els homes i els vaixells de Venècia. La butlla papal, Insurgentibus contra fidem, es va publicar el 30 de setembre, va concedir la indulgència de la Croada i s'autoritzà la seva predicació a tot Europa.
La primera croada d'Esmirna va començar amb una sèrie de victòries navals i va acabar amb un assalt reeixit a Esmirna, capturant el port i la ciutadella, però no l'acròpoli, el 28 d'octubre de 1344. En un gest d'excés de confiança, el 17 de gener de 1345 Enric d'Asti va tractar de celebrar la missa sobre una estructura abandonada que creia que havia estat la catedral del metropolità. Enmig del servei Umar Beg Baha ad-Din Ghazi va carregar contra la congregació. En la massacre que va seguir els líders de la croada van morir, entre ells el Patriarca, Martí Zacaries i el comandant venecià Pietro Zeno.
La precària situació dels croats a Àsia va impulsar al Papa a organitzar una segona expedició el 1345. Al novembre, sota el comandament d'Humbert II del Vienès, la segona croada d'Esmirna va partir de Venècia. Al febrer de 1346 es va obtenir una victòria sobre els turcs a Mitilene, però Humbert va fer a Esmirna poc més que una incursió contra els turcs i fortificar la secció cristiana de la ciutat. Els següents cinc anys van ser ocupats per Clement VI amb intents de negociar una treva amb els turcs, que mantenia Esmirna en constant setge per terra, i l'ajuda financera i militar directa a la ciutat. Encara que la seva preocupació per la Croada va acabar abruptament al setembre de 1351, la ciutat d'Esmirna va romandre en mans cristianes fins al 1402.